# Jamaat-e-Islami
Ne doit pas être confondu avec Jamiat-e Islami.
Le Jamaat-e-Islami (en ourdou : جماعتِ اسلامی, « Parti islamique, » Jamaati, JI) est un parti politique islamiste pakistanais. Il a été fondé à Lahore, en Inde britannique, aujourd'hui au Pakistan, par Sayyid Abul Ala Maududi le 26 août 1941. Il est le plus vieux et l'un des plus influents partis religieux du pays, malgré des performances électorales modestes.

## Historique
Le Jamaat-e-Islami est interdit en raison de sa compromission avec les troupes pakistanaises au cours de la guerre de 1971. Le 25 mars 1971 commence la guerre de libération du Bangladesh. Le 4 avril 1971, douze dirigeants pro-pakistanais, dont Nurul Amin, Ghulam Azam et Khwaja Khairuddin (en), ont rencontré le général Tikka Khan de l'armée pakistanaise et l'ont assuré de leur coopération face à la rébellion du Bangladesh. Plus tard, ils annoncent la formation d'un Comité de citoyens pour la paix, composé de 140 membres,. Les premières recrues comprennent 96 membres de Jamaat-e-Islami, qui commence à s'entraîner dans un camp Ansar à Khanjahan Ali Road, à Khulna.
Le parti est ensuite peu à peu réhabilité par l'armée et approché par le Parti nationaliste du Bangladesh (BNP), qui forme avec lui plusieurs alliances électorales et l’associe au gouvernement.
Des procès ont lieu à partir de 2009 contre plusieurs chefs du Jamaat-e-Islami pour leurs responsabilités dans les massacres de 1971. Le secrétaire général adjoint du parti, Abdul Quader Molla, est reconnu coupable de crimes de guerre et de crime contre l'humanité et est pendu en décembre 2013. De même, le secrétaire général Ali Ahsan Mohammad Mujahid et un dirigeant du BNP, Salahuddin Quader Chowdhury, sont exécutés en novembre 2015.

### Idéologie

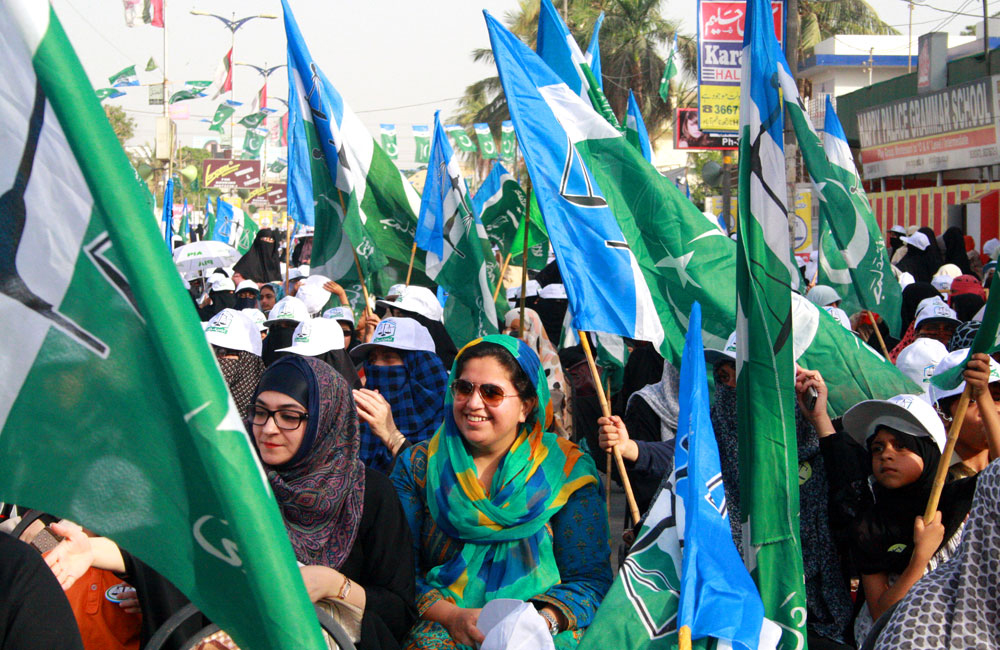
Section féminine de la Jamaat lors d'élection partielle à Karachi, en 2015.

La Constitution originelle du parti, qui se concevait comme à l'« avant-garde de la révolution islamique », incluaient la création d’un État islamique (hukumat-e-ilahiya) et le boycott des institutions liées à la démocratie et jugées anti-islamiques (taghuti nizâm). Bien que Maududi soit un rival direct de Muhammad Ali Jinnah et de sa Ligue musulmane, le parti décide toutefois de s'installer au Pakistan après la partition de l'Inde (1947).
Le Jamaat envisage un gouvernement islamique au Pakistan gouvernant selon la loi islamique (charia). Il est contre l'occidentalisation, notamment contre le capitalisme, le socialisme et d'autres principes tels l'intérêt bancaire, le contrôle des naissances ou les libertés individuelles. Toutefois, le parti a participé à la plupart des élections nationales, ainsi qu'à des alliances politiques et des coalitions.
Le Jamaat est très actif au sein de la société civile pakistanaise : il mène souvent des manifestations et est présent dans les différentes parties de la société, notamment dans les campus universitaires. Il mène une politique de terrain, notamment dans les écoles et les mosquées et collecte des dons pour venir en aide aux plus démunis et notamment aux dizaines de milliers de réfugiés causés par les affrontements entre les talibans et l'armée ou par des catastrophes naturelles comme les inondations de 2010 au Pakistan. Le parti jouit ainsi d'une certaine popularité, surtout dans le nord-ouest du pays.

### Participation aux élections
Le Jamaat participe aux premières élections du pays en 1970, et fait élire quatre députés en réunissant 6 % des voix. Opposé au gouvernement de Zulfikar Ali Bhutto, le parti rejoint l'Alliance nationale pour les élections législatives de 1977 et soutient ensuite Muhammad Zia-ul-Haq et sa politique d'islamisation du pays.
Lors des élections de 1988 et de 1990, le Jamaat rejoint l'Alliance démocratique islamique menée par Nawaz Sharif, mais ne participera pas au gouvernement de ce dernier à la suite de sa victoire en 1990. Le parti se présente ensuite seul aux élections de 1993 et boycotte les élections de 1997. 
Lors des élections législatives pakistanaises de 2002, le parti s'est allié avec quatre autres partis islamistes au sein du Muttahida Majlis-e-Amal (MMA), dont son principal rival, la Jamiat Ulema-e-Islam (F). L'alliance remporte 11,3 % des voix et 63 sièges sur 342 à l'Assemblée nationale dont une grande partie sont membres de la Jamaat-e-Islami. La MMA remporte alors largement le scrutin dans la province de Khyber Pakhtunkhwa avec une majorité absolue à l'Assemblée provinciale de Khyber Pakhtunkhwa.
Aux élections de 2008, alors que l'alliance islamiste a éclaté, le parti boycotte le scrutin pour protester contre le président Pervez Musharraf, en estimant qu'il jette le doute sur la régularité du scrutin.
Aux élections de 2013, le parti réalise une petite performance en décrochant quatre sièges de députés à l'Assemblée nationale, huit sièges provinciaux à l'Assemblée de Khyber Pakhtunkhwa et un à l'Assemblée du Pendjab. Il conclut ensuite une alliance avec le Mouvement du Pakistan pour la justice afin de former le gouvernement local de Khyber Pakhtunkhwa, mené par Pervez Khattak. Siraj-ul-Haq devient le chef du parti en 2014 et obtint un siège de sénateur l'année suivante.
À l'occasion des élections législatives de 2018, le Jamaat participe à la reformation de l'alliance religieuse Muttahida Majlis-e-Amal, qui ne parvient toutefois pas à réitérer son succès de 2002, avec seulement 4,8 % des voix et quinze députés. Le chef du Jamaat Siraj-ul-Haq ne parvient pas à se faire élire.

## Tableau récapitulatif des scrutins
| Année | Votes     | % (votes) | % (sièges) | Députés  | Rang    | Position            |
| ----- | --------- | --------- | ---------- | -------- | ------- | ------------------- |
| 1970  | 1 989 461 | 6,0       | 1,3        | 4 / 300  | 8e      | Opposition          |
| 1993  | 645 278   | 3,2       | 1,4        | 3 / 207  |         | Opposition          |
| 1997  | Boycott   | Boycott   | Boycott    | Boycott  | Boycott | Boycott             |
| 2002  | 3 349 436 | 11,3      | 18,4       | 63 / 342 | 4e      | Opposition          |
| 2008  | Boycott   | Boycott   | Boycott    | Boycott  | Boycott | Boycott             |
| 2013  | 963 909   | 2,12      | 1,2        | 4 / 342  | 8e      | Opposition          |
| 2018  | 2 541 520 | 4,77      | 4,4        | 1 / 342  | 5e      | Opposition          |
| 2024  | 1 336 698 | 2,26      |            | 0 / 336  | 6e      | Extra-parlementaire |

## Influence dans le monde
Aujourd'hui, des branches du Jamaati existent avec des objectifs et des approches idéologiques plus ou moins semblables dans d'autres pays, en Inde (Jamaat-e-Islami Hindi), au Bangladesh (Jamaat-e-Islami Bangladesh), au Cachemire et au Sri Lanka, lesquelles ont des « relations fraternelles » avec des mouvements et missions islamistes « travaillant sur différents continents et sur différents pays », particulièrement ceux affiliés aux Frères musulmans ou aux Akhwan-al-Muslimeen.